# Walldorf (Meiningen)
Walldorf – dzielnica miasta Meiningen w Niemczech, w kraju związkowym Turyngia, w powiecie Schmalkalden-Meiningen. Do 31 grudnia 2018 samodzielna gmina wchodząca w skład wspólnoty administracyjnej Wasungen-Amt Sand. Powierzchnia dzielnicy wynosi 12,16 km², zamieszkiwana jest przez 2094 mieszkańców (31 grudnia 2018). 

## Zabytki
- kościół z XV wieku z zachowanym murem pierścieniowy o grubości 6 metrów wzmocniony pięcioma basztami. Sam kościół zbudowany jest na skale piaskowca o wysokości 11 metrów[3].

## Osoby urodzone w Walldorf
- Luise Danz - nadzorczyni SS w niemieckich obozach koncentracyjnych

## Współpraca
Miejscowość partnerska:
- Walldorf, Badenia-Wirtembergia